# Victor Pozas
Victor Pozas (Rio de Janeiro) é um produtor musical brasileiro.

## Biografia
Victor Pozas nasceu no Rio de Janeiro, Brasil e aos 12 anos iniciou na música aprendendo violão. Estudou por 8 anos, com diversos professores como Oren Perlin, Isidoro Kutno e Alexandre Carvalho.
Toca diversos instrumentos, como violão, guitarra, baixo e piano.
Aos 20 anos, dirigiu sua primeira peça como diretor musical: Perfume de Madonna, com grande sucesso. Seguiram-se peças Desejo (Desire Under The Elms), de Eugene O’Neill, e Radio Stars, outro grande sucesso de público. Após 3 anos como diretor musical de diversas peças, foi contratado como produtor musical da Rede Globo, na qual é responsável por diversas trilhas de seriados, novelas e shows.
Paralelamente, suas composições, em parceria com Alexandre Castilho e André Aquino, fizeram bastante sucesso, tendo sido gravadas por Sandy e Junior, KLB, Marjorie Estiano e a fictícia Vagabanda, entre outros.
Entre 1998 e 2002, foi produtor musical do seriado Sandy e Junior. Em 2003 foi responsável, em parceria com João Paulo Mendonça, pela trilha incidental (score) do filme Acquaria, de Flávia Moraes, protagonizado pela dupla Sandy e Junior. Foi o primeiro filme de ficção científica brasileiro, tendo atingido quase 1.000.000 de espectadores.
Foi em 2004 um dos produtores musicais do programa Fama 3. Também em 2004, produziu, em parceria com Alexandre Castilho, o CD de estréia de Marjorie Estiano (e da banda ficcional Vagabanda da série Malhação), premiado com o disco de platina por vendagem de 180.000 cópias, revelando a atriz e cantora. Produziu também o primeiro DVD da mesma, alcançando o DVD de ouro, e em 2007 o seu último CD: Flores, Amores e Bla-bla-blá, mixado nos Estados Unidos por Sebastian Krys (responsável por trabalhos de Gloria Estefan, Shakira, etc).
Sua composição Você Sempre Será, em parceria com Alexandre Castilho, foi, durante 6 semanas, a música mais tocada nas rádios do Brasil, e eleita a música do ano de 2005 no prêmio Melhores do Ano, do Domingão do Faustão.
De 2003 a 2007, produziu as trilhas sonoras do seriado Malhação. Deixou o seriado para produzir a trilha sonora da novela Duas Caras, de Aguinaldo Silva, exibida às 20h de outubro de 2007 a maio de 2008.
Compôs as trilhas originais de diversas peças de sucesso como O Zoológico de Vidro com direção de Ulysses Cruz e O Soldadinho e a Bailarina, com direção de Gabriel Vilella.
Em 2009 criou a música original da minissérie Cinquentinha, também de Aguinaldo, em parceria com João Paulo Mendonça e foi o produtor musical do Criança Esperança, campanha da Unesco e TV Globo, juntamente com PH Castanheira.
Seguiram as trilhas dos seriados Lara com Z e Na Forma da Lei esse último indicado ao premio Emmy Internacional
Já em 2011 criou a abertura e a música original da Novela Fina Estampa, de Aguinaldo Silva, lançada em cd pela gravadora Som Livre
Em 2012 produziu juntamente com os produtores Nani Palmeira e Ricardo Leão o show do Criança Esperança.
Em 2018, participou da criação da trilha sonora instrumental da novela O Outro Lado do Paraíso, juntamente com João Paulo Mendonça.
Victor Pozas é membro do Grammy Latino desde 2007.